# Tripogon purpurascens
Tripogon purpurascens là một loài thực vật có hoa trong họ Hòa thảo. Loài này được Duthie miêu tả khoa học đầu tiên năm 1901.